# Tarhuna
Tarhuna (in arabo ترهونة‎?, Tarhūnah) è una città della Libia, nella regione della Tripolitania. Dal 2007 fa parte del Distretto di al-Murgub; precedentemente è stata il capoluogo del distretto di Tarhuna e Msallata.
Tarhuna si trova nell'entroterra della Tripolitania, nella zona montagnosa del Gebel Nefusa orientale a circa 40 km dalla costa del Mediterraneo.
Fino al 13 giugno del 1940 le quattro squadriglie del 15º Stormo vi operarono nell'aeroporto della Libia italiana.